# Wie der Mond über Feuer und Blut
Wie der Mond über Feuer und Blut ist ein Film des ORF aus dem Jahr 1981 über das erste Regierungsjahr Maria Theresias.

## Handlung
Der Film spielt zeitlich in den Jahren 1740 und 1741, also im letzten Regierungsjahr Kaiser Karls VI. sowie im ersten Regierungsjahr seiner Tochter Erzherzogin Maria Theresia. Ort der Handlung ist der jeweilige Aufenthalt der Erzherzogin und späteren Königin von Ungarn und Böhmen, meistens Wien und die dortige Hofburg, aber auch ländliche österreichische Gegenden sowie zuletzt Budapest.
Der Film thematisiert die politische Lage des Hauses Habsburg und der österreichischen Erblande um das Jahr 1740 im Allgemeinen, die Rolle, die darin Maria Theresia und ihr Gatte Herzog Franz von Lothringen spielten, im Besonderen.
Kulminationspunkt, um den die Handlung inhaltlich und formell – etwa hinsichtlich der Spieldauer – kreist, ist der preußische Einfall in Schlesien, einer damals österreichischen Provinz, im Dezember 1740 wenige Monate nach dem Tod des alten Kaisers im Oktober. Der preußische König Friedrich II., der ebenfalls erst im Mai 1740 den Thron bestiegen hat, bindet die Anerkennung der Pragmatischen Sanktion von 1713, von deren Billigung der Status Österreichs in Europa damals abhängt, ultimativ an die Abtretung Schlesiens; Maria Theresia lehnt, im Einvernehmen mit ihrem Gatten, diese Forderung ab, und es kommt zum Krieg, auf den Österreich, aufgrund einer hohen Staatsverschuldung sowie diplomatischer Isolation in Europa, nur unzureichend vorbereitet ist. Neben Preußen stellt sich auch die Großmacht Frankreich gegen die junge Königin. Im April 1741 wird das österreichische Heer bei Mollwitz von den Preußen geschlagen, und die Preußen rücken auf die Hauptstadt Wien vor. Die erzherzogliche Familie muss ihre Residenz fluchtartig Richtung Osten verlassen.
Der Film spiegelt die Dramatik der politischen Situation wider, die für die österreichische Monarchie eine existenzbedrohende Krise bedeutete. Letztlich besteht Maria Theresia, trotz der vermeintlichen Ausweglosigkeit der Lage, diese Gefährdung: In einem leidenschaftlichen Auftritt vor dem ungarischen Stände-Landtag am 25. Juni 1741, der sowohl Verzweiflung als auch Entschlossenheit ausstrahlt, kann die junge, gerade von ihrem ersten Sohn entbundene Königin die versammelte ungarische Aristokratie dafür gewinnen, ihr die Steuergelder zu bewilligen, die für die Finanzierung des Abwehrkampfes gegen Preußen und Frankreich nötig sind. Mit dieser Szenerie schließt der Film.

## Stil
Der Film ist als Historienfilm mit melodramatischen und manieristischen Elementen inszeniert. Bühnenbild, Kleidung, Sprache und sprachliche und körperliche Haltung sind dem, vermuteten oder belegten, Habitus der Handlungszeit nachgebildet. Neben den Aktionen der großen Politik, die im Wesentlichen historisch authentisch dargestellt werden, stehen, reale beziehungsweise realistische, Szenen aus dem höfischen und nichthöfischen Alltag. Das Familienleben am kaiserlichen Hof – insbesondere die Vater-Tochter-Beziehung zwischen Karl VI. und Maria Theresia sowie die Paarbeziehung zwischen Maria Theresia und Franz Stephan –, typische Zerstreuungen wie Jagd und Narrentheater, aber auch die Konfrontation der jungen Königin mit der aufgebrachten, rebellischen Bevölkerung in den Gassen von Wien werden inszeniert.
Den historischen Rahmen bildet die szenische Schilderung der wichtigsten Stationen der politischen Entwicklung seit der Heirat von Maria Theresia mit Franz Stephan 1736 bis zu den Verhandlungen mit den ungarischen Ständen 1741. Zur Veranschaulichung werden auch hier die persönlichen Beziehungen zwischen den Akteuren und ihre Wandlungen realistisch dargestellt, etwa das Verhältnis des alten Kaisers sowie Maria Theresias zu ihren Ministern im Allgemeinen sowie zum ersten Minister Johann Christoph von Bartenstein im Besonderen.